# 5Gネットワークスライシング
5Gネットワークスライスは、ネットワークアーキテクチャの一種。
同一の物理ネットワークアーキテクチャの上に、仮想的な独立の論理ネットワークを多重化することができる。それぞれの仮想的な論理ネットワークを「スライス」と呼び、各ネットワークスライスは、アプリケーションの用途によってそれぞれ最適化されたエンドツーエンドネットワークとなっている。 
Software Defined NetworkingやNFV（ネットワーク機能仮想化）の概念を活用し、第5世代移動通信システム (5G) のネットワークアーキテクチャ上に、柔軟でスケーラブルなネットワークを実装しようとしている。

## 歴史
ネットワークスライシングの概念自体の歴史は古く、1980年代後半には登場しており、複数のネットワークの上に共通の仮想ネットワークを構築するものであった。ただ、プログラマビリティを実現する技術を伴うものではなかった。
2009年のSDNの登場により、プログラマビリティは実現され、スケーラブルな仮想ネットワークの構築が可能になった。
仮想化技術が携帯電話のネットワークに適用可能となることで、RAN（無線アクセスネットワーク）を異なるオペレータで共有したり、コアネットワークを異なるオペレータで共有したりといった概念が登場している。

## コンセプト
5Gでのネットワークスライシングでは、スマートフォン、M2M、高信頼通信など様々なサービスのQoS要件に個別対応できるようするための技術の1つとして浮上している。
それぞれ別のサービスの要件を満たすように、独立したネットワークスライスを構築し、複数の論理的に独立した仮想ネットワークアーキテクチャを併存させるため、仮想化技術やSDNのオーケストレーション機能などが活用されている。

### アプリケーション
特定の業界にあわせて、特定のリソースを優先するスライスを提供することもできる。これは、XRやモバイルゲームの業界に革命を起こすとの主張もみられる。ただ、初期5Gエリアの狭さからより慎重な見方もされている。 
複数の地域や国を跨るような仮想ネットワークの構築により、ローミング時のサービスの継続性を向上させることもできる。         

## 5Gコアネットワークスライシング
3GPP 5G コア アーキテクチャでは、ユーザー プレーンとコントロール プレーンの機能が分離されています。 コントロール プレーンの機能 (セッション管理、アクセス認証、ポリシー管理、ユーザー データ ストレージなど) は、ユーザー プレーンの機能から独立しています。 ユーザー プレーンは、パケットの転送、カプセル化またはカプセル化解除、および関連するトランスポート レベルの詳細を処理します。 この分離により、ユーザー プレーンの機能がネットワーク スライスのエッジの近くに分散され（たとえば、待ち時間を短縮するため）、コントロール プレーンから独立するようになります。 5G コア ネットワークの主なエンティティは、認証サーバー機能 (AUSF)、非構造化データ ストレージ ネットワーク機能 (UDSF)、ネットワーク公開機能 (NEF)、NF リポジトリ機能 (NRF)、ポリシー制御機能 (PCF)、統合データ管理 (UDM) です。 ）、ネットワークスライス選択機能（NSSF）、通信サービス管理機能（CSMF）、AMF、SMF、UPF。 AMF (CP の機能として) は、オペレーターのサービスを使用することが認証された UE を制御し、gNB 全体での UE のモビリティを管理します。 SMF (やはり CP の一部) は UE のセッションを管理し、AMF は UE と SMF の間でセッション管理メッセージを送信します。 UPF は (UP の一部として) ユーザー データの処理と転送を実行します。 NSSF は (CP の機能として) ネットワーク スライスの管理とオーケストレーションを担当します。 CSMF は (CP の機能として) サービスの要件をネットワーク スライスに関連する要件に変換します。 5G コア ネットワーク機能をスライスして、さまざまな UE の特定のサービスをサポートできます。 5G コアのモジュール式の性質により、5G コアのネットワーク機能を異なるネットワーク スライス間で分割および共有して、管理の複雑さを軽減できます。 一般に、5G コア ネットワーク スライシングは 2 つの方法で実行できます。 ネットワークスライスごとに専用のコアネットワーク機能を実装できます。 このアーキテクチャでは、各ネットワーク スライスには、完全に専用のコア ネットワーク機能のセット (AUSF、AMF、SMF、UDM など) があります。 UE は、ネットワーク スライスやさまざまなコア ネットワークからさまざまなサービスにアクセスできます。 あるいは、一部のコントロール プレーン機能をネットワーク スライス間で共有し、ユーザー プレーン機能などの他の機能はスライス固有（UPF など）にすることもできます。 通常、AMF は複数のネットワーク スライスで共有されますが、SMF と UPF は通常、特定のネットワーク スライス専用です。 AMF 機能は、UE が異なるネットワーク スライスのサービスを同時に使用するときにモビリティ管理シグナリングを削減するために、異なるネットワーク スライス間で共有されます。 たとえば、UE の位置管理や、UE と古い AMF の間の制御シグナリングは、UE が別のネットワーク スライスの新しい AMF に接続されると減少します。 また、UDM と NSSF は通常、ネットワーク スライスの管理の複雑さを軽減するために、すべてのネットワーク スライスで共有されます。